# Schiava (vitigno)
Col termine Schiava (in tedesco Vernatsch) ci si riferisce ad un gruppo di vitigni a bacca nera, coltivati in Italia principalmente in Provincia di Bolzano, ma anche in Provincia di Trento, Provincia di Verona, Provincia di Brescia, Provincia di Bergamo e Provincia di Como. Le varietà più diffuse appartenenti a questo gruppo sono Schiava Grossa (in Germania Trollinger), Schiava Gentile  e Schiava Grigia. Altri nomi con cui è noto questo vitigno sono Matta, Mergellana, Montorfana e Botascera. Caratteristico di un vino Schiava è l'aroma pronunciato di frutta e/o mandorla.

## Varietà e origine
Alla stessa famiglia appartengono Schiava Gentile, Schiava Grossa, Schiava piccola, Schiava media. La Schiava Grigia è considerato una varietà a parte, anche se ampelograficamente e in termini di aromi e tannini ci sono delle somiglianze con le altre varietà di Schiava. Nel Medioevo il vino "Potzner" (Bolzanese) era menzionato nei monasteri e nei corti della Germania meridionale, ed era probabilmente un insieme di diversi vitigni predecessore del S. Maddalena. La varietà viene citata ad esempio nel 1490 come "Vernetzer". Le analisi ampelografiche abbinate alle analisi del DNA mostrano che la Schiava Gentile, come molte varietà di vino europee, discende dal Pinot Nero, che probabilmente era un genitore; insieme al Teroldego, la Schiava Gentile è un genitore del Lagrein e del Marzemino, quindi certamente più vecchio di questi due discendenti. Diffusa ma non confermata scientificamente è l'origine dal Balcano illirico e già da tempi romani l'impianto della Schiava Grossa sul Reno. La somiglianza genetica di Schiava Grossa, Ribolla gialla e Gouais blanc (Heunisch) indica un comune ceppo e origine nell'Europa centro-orientale, anche se non è stato possibile ricostruire la gerarchia e la genealogia esatta. Le varietà di Schiava coltivate in Alto Adige o nell'Italia centro settentrionale non vanno confuse con i seguenti vitigni indipendenti: Vernaccia (varie varietà di vino bianco e rosso in Italia), Schiava Lombarda (varietà rossa in Lombardia).

## Sinonimi
- Schiava Grossa: Großvernatsch, Blauer Trollinger, Bressana, Edelvernatsch, Frankenthal, Frankenthaler, Meraner Kurtraube, Schiavone, Trollinger, Uva Meranese.
- Schiava Gentile: Schiava piccola, Schiava media, Kleinvernatsch, Mittlerer Vernatsch, Roter Vernatsch.
- Schiava grigia: Grauvernatsch, Grauer Vernatsch.

## Caratteristiche ampelografiche
Schiava grossa:

Una bottiglia di vino Colli di Sant'Erasmo, prodotto a Legnano, nell'Alto Milanese, zona pianeggiante della Lombardia, con il vitigno Schiava. La produzione di questo vino è terminata con la scomparsa della viticoltura dalla sua zona di origine

la foglia è grande, pentagonale e trilobata; il grappolo è grande, tronco-conico, compatto e alato; l'acino è grande, con buccia ricca di pruina e di colore blu-nero. La vigoria è elevata, la vendemmia avviene a fine settembre.
Schiava gentile:
la foglia è media, orbicolare, trilobata o intera; il grappolo è di medie dimensioni, piramidale, spargolo e alato; l'acino è medio, con buccia ricca di pruina e tenera dal colore blu violetto, La vigoria è elevata, la vendemmia avviene a fine settembre.
Schiava grigia:
la foglia è media, pentagonale, trilobata o intera; il grappolo è di medie dimensioni, piramidale allungato, spargolo, talora alato; l'acino è medio con buccia ricchissima di pruina di colore blu grigio opaco. La vigoria è elevata, la vendemmia avviene a fine settembre.

## Storia
Il nome schiava è attribuito a più varietà di vitigni perché in realtà fa riferimento al metodo di coltivazione delle viti, praticato già nel Medioevo. Non c'è però perfetto accordo fra gli studiosi su quale fosse questo metodo: per alcuni si tratterebbe di pratiche di drastica potatura delle viti per ottenere uve di migliore qualità, per altri della pratica di “schiavizzare” le viti, ossia legarle a un qualche supporto, per altri infine si farebbe riferimento a viti a basso ceppo coltivate in filari.
Si ritiene che questi vitigni abbiano origini slave, e siano giunti in Italia con le invasioni longobarde.

## Il Vino
I vini più importanti ottenuti con uve schiava sono il Santa Maddalena (o St. Magdalener) con 178 ettari, nei dintorni di Bolzano, e il Lago di Caldaro (o Caldaro o Kalterersee) con 373 ettari, nei pressi del lago omonimo, sempre in provincia di Bolzano e anche nel Trentino del Nord. Storicamente con lo Schiava era prodotto il Colli di Sant'Erasmo, vino originario dell'Alto Milanese, zona pianeggiante della Lombardia.

## Sinonimi
Admiral, Aegypter, Aegyptische, Aegyptischer, Aleksandriskii Chernyi, Baccaria, Bacheracher, Bammerer, Barth Der Alten, Bilsenroth, Black Gibralter, Black Hambourg, Black Hamburg, Black Hamburgh, Black Prince, Black Tripoli, Blauer Gelbhoelzer, Blauer Malvasier, Blauer Trollinger, Blauwaelsche, Bocksauge, Bocksaugen, Bocksbeutel, Bockshoden, Bockstraube, Braddick's Seedling, Bresciana, Bressana, Bruxellois, Bruxelloise, Chasselas Bleu de Windsor, Chasselas de Jerusalem, Chasselas de Windsor, Columeliatraube, Dachtraube, Dachtrauben, Dutch Hamburgh, Edel Vernatsch, Edelvernatsch, Fleischtraube, Frankentaler, Frankenthal, Frankenthal Noir, Frankenthaler, Garston Black Hamburgh, Gelbe Trollinger, Gelbholziger Schwarzblauer Trollinger, Gelbholziger Trollinger, Grand Noir, Gros Bleu, Gros Noir, Gros Plant Grand Noir, Gross Italiener, Gross Vernatsch, Grosse Race, Grosser Burgunder, Grossroth, Grossschwarzer, Grossvernatsch, Grossvernatsch Blauer, Hammelshoden, Hammelsschelle, Hammelssohlen, Hampton Court Black Hamburgh, Hampton Court Vine, Hudler, Huttler, Imperator, Kechmish Ali Violet, Kek Trollingi, Khei-Khan, Knevet's Black Hamburgh, Koelner Blau, Kolner Blau, Kreuzertraube, Lambert, Lamper, Languedoc, Lombard, Lugiana Nera, Maltheser Roth, Malvasier, Malvoisier, Meraner Kurtraube, Ministra, Modri Tirolan, Moerchel, Mohrendutte, Mohrentutte, Morrokin Barbaron, Nougaret Grosse Race, Pfundtraube, Plant de Paris, Pommerer, Pope Hamburgh, Prince Albert, Purple Hamburgh, Queen Victoria, Raisin Bleu, Raisin Bleu de Frankenthal, Raisin Bleu de Prankental, Raisin Bleu Recherche, Raisin de Frankenthal, Raisin de Languedoc, Red Hamburgh, Rheinwein Blau, Richmond Villa Hamburgh, Rothelbner, Salisbury Violette, Schiavona di Merano Nera, Schiavone, Schiavone di Merano Nero, Schliege, Schlinge, Schwarzblauer, Schwarzblauer Trollinger, Schwarze Ordinaere, Schwarzer, Schwarzer Gutedel, Schwarzer Waelscher, Schwarzer Welscher, Schwarzwaelsch, Schwarzwaelscher, Schwarzwelscher, Spanisch Blau, Straihntraube, Suedtiroler Kurtrauben, Teplichnyi Chernyi, Tirolan Crni, Tirolinger, Tripoli Victoria Hamburgh, Trolinger, Trolinske, Troller, Trollinger, Trollinger Blau, Trollinger Blauer, Trollinger Gelbholzig, Trollinger Jena, Trollinger Typ 1, Trollinger Typ 2, Trollinger Typ 3, Trollinger Weissholzig, Trollingi Kek, Tschaggele, Ungarische Rote, Uva Cenerente, Uva Meranese, Uva Nera d'amburgo, Valentines, Vernaggio, Vernatsch, Victoria, Victoria Hamburgh, Warner's Hamburgh, Weissholziger Trollinger, Welke Burgundske, Welko Modre, Welscher, Zottelwaelscher, Zottler.